# نسبت کفایت سرمایه
نسبت کفایت سرمایه (به انگلیسی: CAR یا Capital Adequacy Ratio) حاصل تقسیم سرمایه پایه به مجموع دارایی‌های موزون شده به ضرایب ریسک برحسب درصد است.
این نسبت اولین بار در سال ۱۹۸۸ توسط کمیته بال به بانک‌های دنیا معرفی گردید. کمیته بال در آن سال مجموعه‌ای از شروط حداقل سرمایه را به بانک‌ها پیشنهاد کرد که بعدها به «پیمان بال» معروف شد.
نسبت کفایت سرمایه یکی از نسبت‌های سنجش سلامت عملکرد و ثبات مالی مؤسسه مالی و بانک‌ها است. بانک‌ها باید سرمایه کافی برای پوشش دادن ریسک ناشی از فعالیت‌های خود را داشته و مراقب باشند که آسیب‌های وارده به سپرده‌گذاران منتقل نشود. بدین‌لحاظ باید از حداقل میزان سرمایه مطلوب برای پوشش ریسک‌های عملیاتی خود برخوردار باشند که تقریباً ۱۲٪ دارایی‌های موزون‌شده به ریسک (ریسک هر دارایی با توجه به ماهیت آن دارایی و میزان ریسک مرتبط با آن) می‌باشد.
برای مثال ریسک حساب صندوق (وجه نقد) و مانده حساب‌های بانک نزد بانک‌های مرکزی هر کشور برابر با صفر است ولی ریسک تسهیلات اعطایی به اشخاص حقیقی و حقوقی خصوصی معادل ۱۰۰٪ می‌باشد. طبق ماده (۳) آیین‌نامه کفایت سرمایه سال ۱۳۸۲، حداقل نسبت کفایت سرمایه برای کلیه بانک‌ها و مؤسسات اعتباری (اعم از دولتی و غیردولتی) ۸ درصد تعیین می‌شود. این میزان بر اساس مقررات کمیته بال ۱ تدوین شده است؛ و بانک مرکزی می‌تواند در مواردی که استانداردهای بین‌المللی یا ضرورت حفظ سلامت بانک‌ها و موسسات اعتباری اقتضا کند حدود بالاتری را برای تمام یا برخی از بانک‌ها و موسسات اعتباری تعیین کند.